# Jane McGregor
Jane McGregor, född 1 januari 1983 i Vancouver, är en kanadensisk skådespelare.